# Rukomo (Gicumbi)
Rukomo ist ein Sektor im Distrikt Gicumbi in der Nordprovinz von Ruanda.

## Geographie
Rukomo hat eine Fläche von 51,5 km² und liegt auf einer Höhe von etwa 1850 m. Der Sektor umfasst 6 Zellen und 28 Dörfer. Die sechs Zellen sind Cyeya, Cyuru, Gisiza, Kinyami, Mabare und Munyinya. Angrenzende Sektoren sind im Norden Bwisige, im Osten Ruvune, im Süden Nyamiyaga, im Westen Kageyo und im Nordwesten Byumba.

## Bevölkerung
Nach der Volkszählung von 2012 betrug die Einwohnerzahl 24.989 Einwohner. Im Jahr 2022 waren es 28.127. Der Anteil der ländlichen Bevölkerung lag bei 92 Prozent.

## Verkehr und Infrastruktur
Im Süden des Sektors verläuft die Nationalstraße 19 Richtung Südosten und außerhalb des Sektors weiter nach Nordosten bis zur Stadt Nyagatare.
Stand 2022 waren 31,6 Prozent der privaten Haushalte im Sektor ans Stromnetz angeschlossen.